# 고카촌 (니가타현 나카칸바라군)
고카촌(五箇村)은 니가타현 나카칸바라군에 설치되었던 촌이다. 현재의 고센시에 해당한다.